# 邓国庆
邓国庆（1976年9月2日—），男性，河静省宜春县人，2002年9月20日加入越南共产党，越南政治人物。曾任第十三届越共中央委員、越南自然资源与环境部部长。

## 生平
邓国庆曾担任河静省建设厅厅长、省科技联合会主席、越共宜春县党委书记、河静省人民委员会副主席等职务。2016年1月，他当选为第十二届越共中央候补委员。2016年4月，邓国庆升任越共河静省委副书记、省人民委员会主席。
2019年7月6日，邓国庆离开河静省，担任越共河江省委书记，2021年1月，他在越共十三大上当选为越共中央委员。2023年5月，邓国庆离开河江省，接替已经担任副总理的陈红河，担任自然资源与环境部部长一职。2024年8月13日，邓国庆辞去越共第十三届中央委员职务，同时被越南国会免去国会代表职务，同年8月26日，他不再担任自然资源与环境部部长。